# Pabasa

Pabasa

Pabasa ist ein Obervermögensverwalter aus der Spätzeit des Alten Ägyptens (ca. 656–610 v. Chr.).

## Belege
Neben dem Grab des Pabasa, das im Süden des nördlichen al-Asasif in der Nähe des Totentempels der Hatschepsut von Deir el-Bahari liegt und heute die Nummer TT279 trägt, gibt es noch eine Reihe anderer Objekte, die seinen Namen aufweisen. Diese lassen sich grob in Teile seiner ursprünglichen Grabausstattung und andere kultische Installationen unterteilen. 

### Teile der Grabausstattung
1. Der Sarkophag des Pabasa aus Granit. Dieser war ehemals im Besitz des Duke of Hamilton und ist heute in der Kelvingrove Art Gallery and Museum von Glasgow zu sehen.
2. Einige Grabkegel des Pabasa mit vollständiger Filiation, die ebenfalls aus TT279 stammen dürften und heute in verschiedenen Museen aufbewahrt werden (Louvre, Paris – Museo de Oriente Biblico de Montserrat, Barcelona – Ägyptisches Museum, Kairo – Roemer- und Pelizaeus-Museum, Hildesheim).
3. Eine bislang unpublizierte Opfertafel aus Rosengranit, die im Metropolitan Museum of Arts in New York ausgestellt ist.

### Kultische Stiftungen
1. Das Bruchstück einer Statuette des Pabasa, das im Inneren des Luxor-Tempels gefunden und erstmals 1934 von Ahmed Fakhry bearbeitet wurde. Auf seiner Rückseite sind die Reste zweier hieroglyphischer Inschriften erhalten, eine in horizontaler und eine in vertikaler Leserichtung, mit dem Titel und Namen des Pabasa.
2. Das Unterteil einer Sitzstatue aus Granit aus Sân/Buhia im Nildelta, das heute in Kairo aufbewahrt wird. Der Oberkörper ist am Bauchansatz abgebrochen und verloren; erhalten ist nur der Unterkörper mit dem engen, langen Schurz, der würfelförmige Hocker sowie eine vorn abgerundete, dicke Fußplatte. Auf dem Sitz ist, in vertieften Hieroglyphen und gleichmäßig über Rück- und Seitenflächen verteilt, eine lange Inschrift angebracht.
3. Ein Kalksteinnaos des Pabasa, der 1874 von Bauern in der Kapelle des Osiris-pa-djed-anch im Tempel von Karnak gefunden wurde und neben der Abbildung des Pabasa vor sieben Hathoren mit Tamburinen auch die Gottesgemahlin Nitokris bei der Stiftung eines Sistrums an die Göttin Thoeris zeigt.
4. Eine in dessen Inneren vermauerte und daher gut erhaltene Statue der Thoeris aus grünem Schiefer.

(Eine Stele aus Kairo, die den Namen eines Pabasa aus dem Beginn der 26. Dynastie trägt, stammt mit der größten Wahrscheinlichkeit nicht vom Eigentümer des Grabes TT279.) 
Zusätzlich zu diesen von Pabasa selbständig in Auftrag gegebenen Denkmälern gibt es eine Reihe gut erhaltener Darstellungen in der Kapelle der Nitokris für Osiris-neb-anch-di-heb-sed in Karnak, die ihn, gemeinsam mit seiner Herrin Nitrokris, vor diversen Gottheiten opfernd zeigen. Auf zwei Szenen ist zusätzlich der regierende Pharao (und Vater der Gottesgemahlin), Psammetich I., zu sehen.

## Seine Familie
Die Namen der Eltern des Pabasa sind aus mehreren Grabkegel-Inschriften bekannt. Sein Vater war ein „Gottesvater und Gottesgeliebter“ namens Pa-di-Bastet und seine Mutter, die stets den schlichten Titel „Herrin des Hauses“ trägt, hieß Ta-senet-net-Hor.
Ebenfalls seit längerem bekannt ist der Name des ältesten Sohnes des Pabasa, Tjai-Hor-pa-chepesch, der wiederholt in dessen Grab in el-Assasif zu finden ist. 
Den Namen der Frau des Pabasa, Tjas-Aset-peret, verdanken wir der sorgfältigen Untersuchung des Grabes TT279 durch Günter Vittmann im Jahre 1975; er konnte auf der Nordseite des Lichthofes, auf beiden Seiten des Durchganges, die Nennung der Mutter des Tjai-Hor-pa-chepesch nachweisen, die bislang übersehen worden war. Sie ist damit eine der wenigen, dem Namen nach bekannten Gemahlinnen eines Obervermögensverwalters. 
Einen weiteren Sohn des Pabasa und der Tjas-Aset-peret konnte Vittmann indirekt identifizieren. Aufgrund der Tatsache, dass Tjai-Hor-pa-chepesch im Grab stets „ältester Sohn“ des Pabasa genannt wird, kann davon ausgegangen werden, dass es mindestens einen weiteren männlichen Nachkommen gegeben hat. In einer unvollendeten Kammer in der Südwestecke des Grabes TT279 fand Vittmann schließlich die Reste zweier aufgemalter Hieroglypheninschriften, die den Namen eines weiteren Pabasa enthielten. Da sich die dort genannten Titel auffällig von denen des Grabeigentümers unterscheiden, denen des älteren Bruders aber erstaunlich ähnlich sind, kann davon ausgegangen werden, dass es sich hier um einen weiteren Pabasa, Pabasa dem Jüngeren, handelt.
Identifiziert man schließlich nach Vittmann den Inhaber des Grabes TT279 mit dem in einem demotischen Papyrus genannten „Obersten der Angestellten der Gottesverehrerin“, Pabasa, so erhielten wir einen weiteren Angehörigen der Familie, die Tochter Hes-hen-Imen-mehit-em-wesechet.

## Amtszeit
Bereits die Kartuschen auf den Architraven des Lichthofes von TT279 ermöglichen uns eine erste grobe Datierung der Amtszeit des Pabasa: genannt werden Psammetich I. (664–610 v. Chr.), erster König der 26. Dynastie, und die Gottesgemahlin des Amun, Nitokris, die Tochter des Psammetich. Da diese Namen an verschiedenen Punkten des Grabes wiederholt in Erscheinung treten (vor allem in Verbindung mit den Titel des Pabasa) und nirgends von gleichrangigen Kartuschen ergänzt oder gar ersetzt worden wären, kann die Tätigkeit des Pabasa mit absoluter Sicherheit in die gemeinsame Regierungszeit der beiden genannten Personen verlegt werden, also ca. in die Jahre 656–610 v. Chr. 
Betrachtet man die Amtszeiten der Kollegen des Pabasa, so ergibt sich eine relativ klare Eingrenzung innerhalb dieser langen Zeitspanne. Der Nachfolger des großen Nomarchen Montuemhat, Nesiptah II., der von Psammetich I. toleriert und ins Amt gehoben wurde, starb mit großer Wahrscheinlichkeit zwischen dem 17. und 25. Regierungsjahr dieses Königs, also zwischen 647 und 640 v. Chr. Da Ibi, ein weiterer Amtskollege des Pabasa, im 26. Regierungsjahr (also 639) zum Obervermögensverwalter der Nitokris ernannt wurde, liegt letzteres Datum sogar näher. Insofern ist eine Einordnung des Pabasa als Nachfolger des Ibi mehr als wahrscheinlich und führt, unter Berücksichtigung der Amtszeit seines Vorgängers, zu einer Amtstätigkeit des Pabasa von ca. 625–610 v. Chr.
Zwar wurde diskutiert, ob Pabasa als erster der saïtischen Obervermögensverwalter einzuordnen sei, doch gegen diese Datierung spricht allein schon die Dekoration des Grabes TT279, in der Schepenupet II., damalige Gottesgemahlin, ausschließlich als Maa-cheru, also verstorben, bezeichnet wird. Lichtheim spricht sich zusätzlich dafür aus, dass Schepenupet II. um die Zeit des Amtsantritt des Ibi gestorben sein muss, und legt überzeugend dar, dass der Name dieser Gottesgemahlin nur in genealogischen Zusammenhängen zitiert wird. Kees hat in einem Titel des Ibi den Beweis für die Bestattung der Schepenupet in seiner Amtszeit erbrach: ma seschta Djeret-netjer Schepenupet em Wabet. 
Pabasa könnte nur dann der erste aller Obervermögensverwalter sein, wenn Schepenupet II. bereits einige Jahre vor 639 gestorben wäre und man somit einen weiteren Amtsträger zwischen Ibi und seinem Enkel Padihorresnet vermuten müsste. Diese Rekonstruktion ist allerdings – schon aufgrund der nicht vorhandenen Namensbelege – als mehr als unwahrscheinlich zu bezeichnen. 
Für die Datierung des Pabasa in den Zeitraum 625–610 v. Chr. spricht außerdem der Umstand, dass Padihorresnet Titel sowohl von seinem Urgroßvater Ibi als auch von seinem (in diesem Falle zu postulierenden) Amtsvorgänger Pabasa übernommen hat, was bei einer direkten Nachfolge seines Verwandten als zusätzliche Legitimation kaum sinnvoll gewesen wäre.

## Heutige Beurteilung seiner Stellung
Die so genannten Oberamtmänner sind heute gut dokumentiert. Ihre Tätigkeit ist bekannt und man weiß, wie sie sich in prachtvollen Grabanlagen und etlichen Statuen repräsentierten, und man kann sich von ihren Verwandtschaftsverhältnissen und Vorlieben ein weitaus besseres Bild machen als von jedem ihrer Zeitgenossen. Details wie die klagende Witwe des Pabasa, die auf der Trauerfahrt ihren Sohn zu trösten versucht, oder die Kenntnis des Namens seines Lieblingshundes, Hekenu, sind – neben ihrer menschlichen Aussagekraft – vor allem ein Beweis für die Bedeutung und die hohe Stellung dieser Beamten in der Hierarchie des Gottesstaates. 
Kein Mensch der 26. Dynastie vermochte unserer Zeit derart zahlreiche Artefakte zukommen zu lassen wie die Obervermögensverwalter der Gottesgemahlin. Dieser Umstand entspringt nicht zuletzt den politischen und finanziellen Möglichkeiten, die dieses Amt zu Beginn der Saïtenzeit mit sich brachte.